# Bangwinji jezik
Bangwinji jezik (bangjinge, bangunji; ISO 639-3: bsj), adamawa-ubangijski jezik podskupine tula, kojim govori 6 000 ljudi (1992 Crozier and Blench) u nigerijskoj državi Bauchi blizu grada Kaltungo.
Srodni su mu waja [wja] i tula [tul]. Postoje dva dijalekta: kaalo i naaban. Etnička grupa zove se Bangwinji.

## Vanjske poveznice
- Ethnologue (14th)
- Ethnologue (15th)